# Cybaeus broni
Cybaeus broni är en spindelart som beskrevs av Lodovico di Caporiacco 1934. Cybaeus broni ingår i släktet Cybaeus och familjen vattenspindlar. Inga underarter finns listade i Catalogue of Life.